# Advans
 (mars 2025).
Advans est un groupe international d’institutions de microfinance. Sa société holding, Advans SA SICAR, est basée au Luxembourg et a été fondée en 2005. L’entreprise opère en Afrique.
L’objectif du groupe est de favoriser l'inclusion financière et de renforcer la croissance des petits entrepreneurs et agriculteurs, notamment en soutenant des initiatives résilientes face au changement climatique.
La supervision d’Advans SA est assurée par la Commission de Surveillance du Secteur Financier (CSSF) du Luxembourg, garantissant le respect des normes financières et de gouvernance.

## Histoire
Avant la création d'Advans, Horus Development Finance, fondé en 1990, fournissait des services de conseil et d’assistance technique à des institutions financières et des programmes de microfinance. En 2005, Horus a créé Advans SA SICAR avec pour ambition d’investir dans un réseau international d’institutions de microfinance. L’objectif était d’établir des institutions financières solides et rentables servant les micro, petites et moyennes entreprises (MPME) dans des marchés émergents où l’accès aux services bancaires était limité.
Advans a progressivement étendu ses opérations en Afrique et en Asie :
- 2007 : Advans Cameroun[7]
- 2008 : Advans Ghana[8]
- 2009 : Advans Congo[9]
- 2012 : Advans Côte d’Ivoire[10]
- 2013 : Advans Nigeria[11]
- 2015 : Advans Tunisie[12]

En 2011, Advans a lancé Advans Bank Tanzania, avant de céder en novembre 2015 une participation de 75 % à Letshego Holdings Limited, qui a investi 15,5 milliards de shillings tanzaniens (environ 7 millions de dollars américains) dans de nouvelles actions pour renforcer l’inclusion financière dans le pays.
En dehors de l’Afrique, Advans a opéré au Cambodge (2006-2024), au Pakistan (2012-2024) et au Myanmar (2017-2025) avant de céder ses activités pour se recentrer sur l’Afrique. Advans Pakistan a été acquis par MNT-Halan en 2024, et la cession d'Advans Myanmar a été finalisée début 2025.
En mars 2018, Advans SA a introduit un nouveau logo.
En novembre 2023, Advans Tunisie a lancé, en partenariat avec la GIZ (Deutsche Gesellschaft für Internationale Zusammenarbeit), un programme de financement destiné aux femmes entrepreneures, appelé El Baya. 

## Stratégie et modèle économique
Advans choisit ses pays d’implantation en fonction de deux critères principaux : 
1. Le besoin en services financiers, notamment pour les micro et petites entreprises.
2. Un cadre réglementaire favorable, permettant un développement viable des institutions de microfinance.

Advans privilégie les investissements à long terme dans ses filiales et cherche à créer des institutions rentables et autonomes, plutôt que d’agir uniquement comme prêteur. Cette approche vise non seulement à renforcer l’inclusion financière, mais aussi à favoriser la création d’emplois et l’augmentation des revenus dans les pays où le groupe est implanté.

## Initiatives numériques et projets futurs
Advans investit massivement dans des technologies de pointe pour accélérer sa croissance et améliorer la prestation de services, rendant ainsi les services financiers plus accessibles à une plus grande partie de la population.
Applications mobiles : My Advans GH App au Ghana et Adspire au Nigeria permettent aux clients d’accéder à leurs comptes, d’effectuer des transactions et de gérer leurs remboursements en toute autonomie. 

## Soutien au secteur agricole
Advans a développé des solutions de financement adaptées aux besoins des agriculteurs, notamment en Côte d’Ivoire, un pays où l’agriculture, et en particulier la filière cacao, constitue un secteur économique clé.
Financement structuré des producteurs : En 2012, Advans Côte d'Ivoire a mis en place un programme de crédit aux planteurs de cacao en collaboration avec la Fondation Mondiale du Cacao et d'autres bailleurs de fonds. Ce programme s’appuie sur un modèle de financement de filière, impliquant les coopératives agricoles et les acheteurs de cacao pour sécuriser les transactions financières des producteurs.
Résultats et impact : Entre 2012 et 2015, Advans Côte d'Ivoire a financé 18 000 producteurs issus de 140 coopératives pour un total de 3,2 millions d’euros de crédits intrants. Ce programme a permis une augmentation des rendements de 50 %, entraînant en moyenne 637 dollars de revenus additionnels par producteur.
Digitalisation de l'épargne agricole : En 2016, Advans Côte d'Ivoire a élargi son offre en lançant un programme d’épargne mobile en partenariat avec MTN, permettant aux producteurs de sécuriser leur épargne durant la saison de récolte et de mieux préparer leurs investissements pour la campagne suivante. Cette initiative vise également à réduire l’usage du cash et les risques associés grâce à des paiements digitalisés.
Partenariats pour la sécurité alimentaire : En collaboration avec Proparco, Advans Côte d'Ivoire a mis en place un programme pilote destiné à financer des coopératives de producteurs de maïs pour l'acquisition d'intrants de qualité. Dotée d'une enveloppe de 230 000 euros, cette initiative vise à lutter contre l'insécurité alimentaire en facilitant l'accès au financement à près de 1 500 producteurs de maïs en Côte d'Ivoire.

## Actionnariat
Depuis sa création, Advans est soutenu par plusieurs institutions financières de développement (DFI) :
- International Finance Corporation (IFC)[24]
- Banque Européenne d’Investissement (BEI)[25]
- Société néerlandaise de financement du développement (FMO)[26]
- FISEA (Groupe AFD, France)[27]
- British International Investment (BII, Royaume-Uni)[28]
- KfW (Banque de développement allemande)[4].

En plus du soutien des institutions financières de développement, certaines banques commerciales ont également investi dans les premières filiales d’Advans. En 2013, le groupe Société Générale, à travers cinq de ses filiales, a participé en tant qu’actionnaire fondateur à la création de plusieurs institutions de microfinance en Afrique subsaharienne, dont Advans Ghana, Advans Cameroun et Advans Côte d'Ivoire. 

## Impact et reconnaissance
Advans mesure son impact à travers des études bisannuelles menées par 60 Decibels, un institut international de recherche sur la microfinance.
En 2014, Advans a dépassé 500 000 clients, marquant une étape importante dans son impact financier et social.
Ses filiales ont également reçu plusieurs distinctions :
- Advans Nigeria : Microfinance Bank Brand of the Year 2023 (BAFI Awards) et Most Innovative & Most Client-Centric Microfinance Bank (Marketing Edge Awards)[32].
- Advans Ghana : Savings & Loans Company of the Year 2023 (Ghana Business Awards)[33].
- Advans Côte d’Ivoire : Meilleure microfinance pour les prêts agricoles et aux femmes 2023 (Label des Consommateurs Africains)[34].

## Concurrence
Advans évolue dans un marché concurrentiel face à d’autres institutions de microfinance internationales telles que :
- Baobab : Présent dans sept pays africains, Baobab a octroyé 38,1 milliards de FCFA de crédits au cours du premier trimestre 2023 en Côte d'Ivoire, représentant 24,1% des montants décaissés par l'ensemble des systèmes financiers décentralisés du pays[35].
- AccessHolding : Fondée en 2006 en Allemagne, Access Microfinance Holding AG est une société de portefeuille spécialisée dans l'investissement et la gestion d'institutions de microfinance[36].
- Cofina : Actif dans plusieurs pays africains, Cofina se spécialise dans la mésofinance, facilitant l’accès au crédit pour les PME. En 2024, Cofina Sénégal a accordé 440 millions de francs CFA de prêts à 57 PME agricoles avec le soutien de la BEI et de l’UE[37].
- FINCA Impact Finance est un réseau international d'institutions de microfinance et de banques communautaires fournissant des services financiers aux populations à faibles revenus. Présente dans plusieurs pays, l'organisation vise à favoriser l'inclusion financière des entrepreneurs et petites entreprises[38].
- Opportunity International : En 2023, Opportunity International et ses partenaires ont servi 20 millions de clients, aidé au financement de 7 000 écoles touchant 1,9 million d'enfants, et ont distribué plus de 1,85 milliard de dollars de capital dans 31 pays[39].